# Ernest Cady
Ernest Cady (* 6. September 1842 in Stafford, Connecticut; † 16. Februar 1908 in Hartford, Connecticut) war ein US-amerikanischer Politiker. Zwischen 1893 und 1895 war er Vizegouverneur des Bundesstaates Connecticut.

## Werdegang
Über die Jugend und Schulausbildung von Ernest Cady ist nichts überliefert. Während des Bürgerkrieges diente er in der United States Navy. Dabei nahm er an der Schlacht von Mobile Bay teil. Nach dem Krieg kehrte er zunächst nach Stafford zurück. Bald darauf zog er nach Hartford, wo er ein bekannter Unternehmer wurde. Politisch schloss er sich der Demokratischen Partei an.
1892 wurde Cady an der Seite von Luzon B. Morris zum Vizegouverneur des Staates Connecticut gewählt. Dieses Amt bekleidete er zwischen 1893 und 1895. Dabei war er Stellvertreter des Gouverneurs und Vorsitzender des Staatssenats. Cady war außerdem unter anderem Direktor bei der Firma National Machine Co. und Kurator der Organisation Society for Savings. Er starb am 16. Februar 1908 an Herzversagen, während er ein Bad nahm.